# (256813) Marburg
(256813) Marburg ist ein Asteroid des mittleren Hauptgürtels, der sich zwischen Mars und Jupiter befindet.
Er wurde am 11. Februar 2008 von den deutschen Amateurastronomen Rainer Kling und Erwin Schwab von der Hans-Ludwig-Neumann-Sternwarte (IAU-Code B01) auf dem Kleinen Feldberg im Taunus aus entdeckt. Laut Erwin Schwab hat der Asteroid einen Durchmesser zwischen 2 und 3 Kilometer.
Der Asteroid wurde am 12. Oktober 2011 nach der hessischen Universitätsstadt Marburg benannt. Die 1527 gegründete Philipps-Universität Marburg ist die älteste noch bestehende Universität protestantischen Ursprungs der Welt. Grund für die Benennung war für die Entdecker, dass die Stadt mit der Gerling Sternwarte (IAU-Code 525), die 1841 eingerichtet wurde, eines der ältesten Observatorien Hessens beherbergt. Von dort wurde bereits 1849 der Zwergplanet (1) Ceres astrometrisch vermessen. Die Sternwarte wird heute nur noch zeitweise für Ausstellungen geöffnet.